# NDV Neue Darmstädter Verlagsanstalt
Die NDV Neue Darmstädter Verlagsanstalt ist ein 1949 in Darmstadt gegründeter Fachverlag für Parlaments- und Politikinformationen.

## Geschichte
Die NDV wurde 1949 als GmbH von Adolf Holzapfel in Darmstadt gegründet. Zu den ersten Titeln im Verlagsprogramm gehörten die Protokollbände zu den ab 1950 veranstalteten Darmstädter Gesprächen. Seit 1953 werden sowohl das Amtliche Handbuch des Deutschen Bundestages als auch Kürschners Volkshandbuch veröffentlicht. 1958 starb Holzapfel, sein Sohn Klaus-Jürgen übernahm die Verlagsgeschäfte.
Die Ausrichtung des Verlagsprogramms in Richtung Politik- und Parlaments-Informationen machte zu Beginn der 1970er-Jahre einen Umzug in die Nähe der damaligen Hauptstadt Bonn erforderlich. Bis heute hat die NDV ihren Sitz in Rheinbreitbach.
Geleitet wird die NDV heute vom Enkel des Verlagsgründers Andreas Holzapfel. Seit Sommer 2011 führt die NDV den Namen Kürschners Politikkontakte. Mit Katrin Holzapfel ist seit 2020 auch eine Urenkelin des Verlagsgründers in der Geschäftsführung der NDV tätig.

## Programm
Bei der NDV erscheinen Bücher, die über die biografischen Angaben von Abgeordneten und über die Zusammensetzung und Arbeitsweise deutscher Parlamente informieren. Bekanntester Titel ist das rot-weiß gestreifte Kürschners Volkshandbuch Deutscher Bundestag.
Im digitalen Bereich bietet die NDV mehrere Online-Datenbanken an, die sich vor allem an Anwender im Bereich der parlamentarisch-politischen Kommunikation richten.